# Wallace Samuel Bird
Pour les articles homonymes, voir Bird.
Wallace Samuel Bird (1917-1971) est un homme d'affaires et un homme politique canadien qui est lieutenant-gouverneur du Nouveau-Brunswick.

## Biographie
Wallace Samuel Bird naît le 7 décembre 1917 à Marysville, aujourd'hui un quartier de Fredericton.
Après ses études, il entre dans l'entreprise familiale de construction puis travaille pendant la Seconde Guerre mondiale dans les chantiers navals de Saint-Jean. Après la guerre, il entre chez Mussens ltd, une entreprise fabriquant des équipements miniers et dont il deviendra le vice-président.
Il est nommé lieutenant-gouverneur du Nouveau-Brunswick le 1er février 1968 et le reste jusqu'à sa mort, le 2 octobre 1971.